# Saxofone barítono
Saxofone barítono é um dos sete tamanhos de saxofone concebidos por Adolphe Sax.<ref>{{cite web|last=Charles|first=Roger|title=Th É o terceiro na ordem do mais grave (saxofone contrabaixo) ao mais agudo (saxofone sopranino). É um instrumento transpositor de afinação em Mi Bemol (E♭).
Este instrumento é encontrado em diversas formações de grupo, entre eruditos e populares, em conjuntos de câmara ou grandes grupos instrumentais. Seu emprego solístico não é raro, pois seu timbre é potente e dotado de forte particularidade. Sua extensão vai do Dó1 ao Lá3.
Gerry Mulligan foi um grande saxofonista de sax barítono que integrou o quarteto de Dave Brubeck.
Na formação de Big Band o sax barítono é o quinto saxofone da formação do naipe de saxofones junto à 2 sax alto e 2 sax tenor.
Existem tamanhos diferentes de sax barítono pois alguns tem sua extensão de notas diferentes, outros vão ao lá grave e raramente alguns vão ao sol grave. Seu preço vai de cerca de 5 mil reais pra mais ou menos, variando de marca.